# Вельмакин, Егор Вадимович
Егор Вадимович Вельмакин (род. 8 апреля 2003, Москва) — российский хоккеист, вратарь.

## Биография
Воспитанник московской школы «Русь». С сезона 2020/21 стал играть за фарм-клуб воронежского «Бурана» команду «Россошь» из НМХЛ. В мае 2021 года у Вельмакина с отцом произошёл конфликт с судьёй матча детских команд в Москве, после чего «Буран» расторг контракт с Вельмакиным. Однако сезон 2022/23 он начал в составе нового фарм-клуба «Воронежа» «Протон» Нововоронеж, а затем стал выступать и за «Буран» в ВХЛ.
На драфте НХЛ 2023 года был выбран в 7-м раунде под общим 222-м номером клубом «Каролина Харрикейнз».
Летом 2023 года подписал двусторонний контракт на три сезона с клубом КХЛ «Динамо» Минск. Стал выступать также за фарм-клуб «Динамо-Молодечно» в белорусской Экстралиге.